# Hydropsyche bitlis
Hydropsyche bitlis är en nattsländeart som beskrevs av Malicky 1986. Hydropsyche bitlis ingår i släktet Hydropsyche och familjen ryssjenattsländor. Inga underarter finns listade i Catalogue of Life.